# Knalla (naturreservat)
Knalla är ett naturreservat i Askersunds kommun i Örebro län.
Området är naturskyddat sedan 2005 och är 19 hektar stort. Reservatet ligger vid Viksjöns västra strand och består av både barrträd och lövträd.